# فيبي هارست
فيبي إليزابيث أبرسون هيرست (بالإنجليزية: Phoebe Hearst) هي نجمة اجتماعية وسفرجات أمريكية، وناشطة نسوية، وفاعلة خير. ولدت في 3 ديسمبر 1842 في مقاطعة فرانكلين في الولايات المتحدة، وتوفيت في 13 أبريل 1919 في بليسانتون في الولايات المتحدة بسبب الإنفلونزا الإسبانية.
قامت فيبي هيرست خلال حياتها بالكثير من الأعمال الخيرية، وتعدّ من الناشطين في عهدها في تقديم التبرعات. في ثمانينيات القرن التاسع عشر، أصبحت فيبي هيرست من كبار فاعلي الخير، ومديرة جمعية رياض الأطفال جولدن جيت، وأول رئيسٍ لنادي القرن في كاليفورنيا.في عام 1902م، موّلت جميعة رياض الأطفال جولدن جيت، وكانت من كبار المتبرعات لجامعة كاليفورنيا في بيركلي، وأول امرأةٍ في مجلس الإدارة فيها، حيث خدمت في منصبها في مجلس الإدارة منذ عام 1897م حتى وفاتها. كانت من أوائل المتبرعات في مبادرة "سارة فارمر" باستخدام نُزُل Greenacre كمركزٍ صيفيٍ للتجمعات عبر الأديان والتنمية الثقافية بعد وقتٍ قصيرٍ من انعقاد برلمان الأديان عام 1893م، وهي المؤسس المشارك للرابطة الوطنية للآباء والمعلمين. أسست هيرست عام 1901م متحف الأنثروبولوجيا بجامعة كاليفورنيا، والذي يُسمى الآن بمتحف فيبي أ. هيرست للأنثروبولوجيا Phoebe A. Hearst Museum of Anthropology.
وبعد إيمانها برسالة بهاءالله، شارع ومؤسس الديانة البهاية، استمرت فيبي هيرست بأعمالها الخيرية، وكانت ضمن أول مجموعةٍ من المؤمنين الغرب الذين قاموا بأداء الحج البهائي وزيارة عبدالبهاء في فلسطين آنذاك.

## طفولتها ونشأتها
ولدت فيبي إليزابيث أبرسون في 3 ديسمبر 1842م في سانت كلير، ميسوري، في مقاطعة فرانكلين، في الولايات المتحدة الأمريكية. هي ابنة دروشيلا (ويتمير) وراندولف ووكر أبرسون. في سنواتها الأولى، درست فيبي لتصبح معلمةً. أمضت طفولتها في مساعدة والدها في الشؤون المالية في متجره، وتعلّم اللغة الفرنسية، والعزف على البيانو.

## زواجها وحياتها العائلية

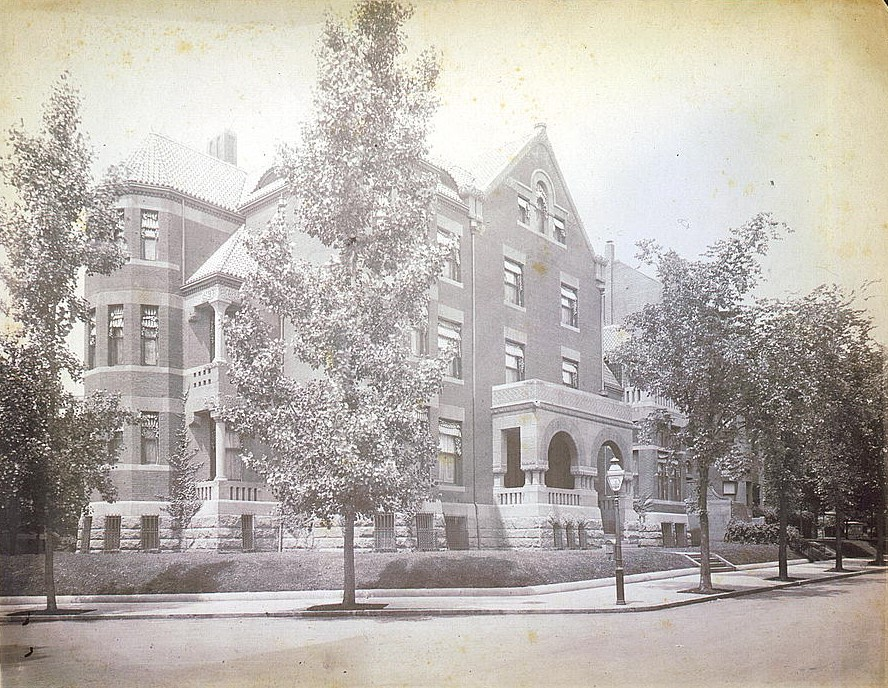
منزل فيبي هيرست في شارع نيو هامشير، واشنطن

في عام 1860م، التقى رجل الأعمال جورج هيرست بفيبي عندما عاد إلى سانت كلير لرعاية والدته المحتضرة. عندما تزوجا في 15 يونيو 1862م، كان جورج هيرست يبلغ من العمر 41 عامًا، وكان عمر فيبي 19 عامًا.
بعد فترةٍ وجيزةٍ من زواجهما، غادر الزوجان ميسوري وانتقلا إلى سان فرانسيسكو، كاليفورنيا، حيث أنجبت فيبي طفلهما الوحيد، ويليام راندولف هيرست. بصفته عامل منجمٍ ناجحٍ جدًا، وأصبح فيما بعد عضوًا في مجلس الشيوخ الأمريكي، غالبًا ما كان جورج يترك فيبي بمفردها أثناء عمله. كانت هي وابنها قريبين، وكان لديهما العديد من الاهتمامات المماثلة، بما في ذلك الفن والتصميم. بعد وفاة فيبي عام 1919م، ورث ويليام ثروةً قدرها 10 ملايين دولار.

## أعمالها الخيرية
في ثمانينيات القرن التاسع عشر، أصبحت فيبي هيرست من كبار فاعلي الخير، ومديرة جمعية رياض الأطفال جولدن جيت، وأول رئيسٍ لنادي القرن في كاليفورنيا. في عام 1902م، قامت فيبي هيرست بتمويلٍ لتوسيع جمعية رياض الأطفال جولدن جيت، تضّمن مبنىً لتوفير تدريب للمعلمين، وإيواء فصول رياض الأطفال، ومكاتب للجمعية. وأصبح لدى الجمعية 26 مدرسة وقت وقوع زلزال سان فرانسيسكو عام 1906م. كانت فيبي هيرست من كبار المتبرعات لجامعة كاليفورنيا في بيركلي، وأول امرأة في مجلس الإدارة، حيث خدمت في منصبها في مجلس الإدارة منذ عام 1897م حتى وفاتها. في ذلك العام، ساهمت في تأسيس المؤتمر الوطني للأمهات، والذي تطوّر في النهاية إلى الرابطة الوطنية للآباء والمعلمين (National Parent-Teacher Association). وفي عام 1900م، شاركت في تأسيس مدرسة الكاتدرائية الوطنية للفتيات في واشنطن العاصمة. وكذلك مدرسةً ابتدائيةً عامةً قريبةً منها تحمل اسمها (Hearst Elementary School). قامت هيرست بتمويل "مكتبة هيرست" في أناكوندا، مونتانا، في عام 1898م، وحافظت عليها حتى عام 1904م.

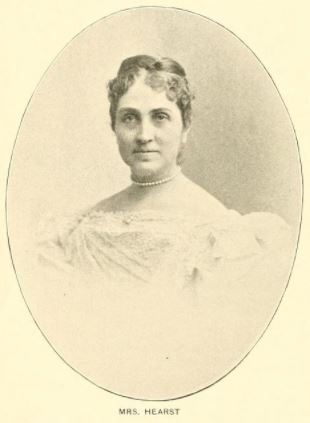
فيبي هيرست

أصبحت فيبي هيرست صديقةً مقربةً للدكتور ويليام بيبر، عميد جامعة بنسلفانيا، والذي كان أيضًا طبيبًا عالجها من مرضٍ في القلب. في عام 1896م، في أول عملٍ رئيسيٍ لها في متحف العمل الخيري، تبرّعت بأكثر من مائتي قطعةٍ لمتحف بنسلفانيا، العديد منها عناصر مثل سيراميك أناسازي الذي تمّ التنقيب عنه في موقع قصر كليف في ميسا فيردي، كولورادو. وفي وقتٍ لاحقٍ، قامت أيضًا بتمويل رحلةٍ استكشافيةٍ لمتحف بنسلفانيا إلى روسيا، وأرسلت المتخصصة في الأزتك، زيليا نوتال، إلى موسكو لهذا الغرض.
في عام 1901م، أسست فيبي هيرست متحف الأنثروبولوجيا بجامعة كاليفورنيا، والذي سُمّي فيما بعد بمتحف روبرت لوي للأنثروبولوجيا وأعيد تسميته إلى متحف فيبي أ. هيرست للأنثروبولوجيا في عام 1992م. وتضم المجموعة الأصلية 230 ألف قطعةٍ تمثّل الثقافات والحضارات عبر التاريخ. يحتوي المتحف الآن على حوالي 3.8 مليون قطعةٍ. طوال حياتها، وكما هو منصوصٌ عليه في وصيتها، تبرّعت هيرست بأكثر من 60 ألف قطعة للمتحف. كما قامت بتمويل رحلاتٍ استكشافية مثل رحلة بيبر-هيرست (1895م–1897م) على ساحل فلوريدا، بالقرب من تاربون سبرينغز. أبرزها هي بعثات عام 1899م في مصر التي قام بها عالم الآثار الأمريكي جورج أ. رايزنر، وفي بيرو بواسطة عالم الآثار الألماني ماكس أوليه. ساهمت هذه المشاريع أيضًا في مجموعة المتحف. ومن بين هذه القطع ما يقرب من 20 ألف قطعةٍ أثريةٍ مصريةٍ قديمةٍ، وهي أكبر مجموعةٍ من نوعها في غرب شيكاغو. أدركت فيبي هيرست أيضًا أهمية الحفاظ على ثقافة سكان كاليفورنيا الأصليين. وبدعمٍ منها، قام عالم الأنثروبولوجيا ألفريد إل كروبر وطلابه، بما في ذلك روبرت إف هايزر، بتوثيق ثقافة سكان كاليفورنيا الأصليين في شكل صورٍ فوتوغرافيةٍ وتسجيلاتٍ صوتيةٍ ونصوصٍ ومصنوعاتٍ يدويةٍ. ساعد هذا البحث في الحفاظ على ما يقرب من 250.000 قطعةً أثريةً من سكان كاليفورنيا الأصليين، وهي الأكثر شمولاً في العالم. مجموعة المتحف متاحةٌ للطلاب والباحثين للفحص. معرضٌ يقع في حرم جامعة كاليفورنيا بيركلي، ومتاحٌ لعموم الزوار.
تم تعيين فيبي هيرست في جمعية ماونت فيرنون للسيدات (Mount Vernon Ladies' Association) كنائب ثانٍ للوصي الممثّل لكاليفورنيا. شغلت هذا المنصب منذ عام 1889م إلى عام 1918م، حيث ساهمت بالكثير من الوقت والمال في ترميم منزل جورج واشنطن في ماونت فيرنون، وتأثيثه بالأشياء المملوكة لواشنطن، وتحسين تجربة الزائر. تواصل مؤسسة ويليام راندولف هيرست تمويل المشاريع في ماونت فيرنون تخليدًا لذكراها. كما تبرعت فيبي هيرست بالمال لترميم كنيسة بوهيك في فرجينيا.
اختارت فيبي هيرست "طريقةً مختلفةً" عن النسويات المتطرفات. بينما كانت تؤمن بتمتع المرأة بالحرية المالية، إلا أنها في دعمها لحق المرأة في التصويت لم تؤمن بشدةٍ بحصول المرأة على السلطة السياسية. اعتقدت أنه يجب أن يكون للمرأة الحق في التصويت لغرض "حماية المنازل والأطفال". في عام 1895م، عندما قرر مؤتمر المرأة إقرار تعديلٍ فدراليٍ، أيدته هيرست "عن بعد". أعلنت رسميًا تأييدها للاقتراع في صيف عام 1911م، قائلةً إنه سيمكن ذلك من "تحسين الظروف التي تؤثر على الأطفال والنساء بشكلٍ خاصٍ".

## اعتناقها البهائية
نشأت فيبي هيرست كعضوٍ في مجتمعٍ كريستيان كمبرلاند المشيخي في أربعينيات القرن التاسع عشر. في عام 1898م أعلنت إيمانها بالدين البهائي، وساعدت في لعب دورٍ رئيسيٍ في انتشار الدين في الولايات المتحدة.
كانت فيبي هيرست بالفعل من أوائل المتبرعات في مبادرة "سارة فارمر" باستخدام نُزُل Greenacre كمركزٍ صيفيٍ للتجمعات عبر الأديان والتنمية الثقافية بعد وقتٍ قصيرٍ من انعقاد برلمان الأديان عام 1893م. في نوفمبر 1898م، في طريقهم لزيارة عبدالبهاء في فلسطين، توقفت هيرست، مع لوا جيتسنجر وآخرين، لفترةٍ وجيزةٍ في باريس، وصُدموا لرؤية ماي بولس (لاحقًا ماكسويل)، التي أصبحت فيما بعد عضوًا معروفًا ومؤثرًا في الديانة البهائية، طريحة الفراش بسبب المرض المزمن الذي أصيبت به. دعت فيبي هيرست مي بولس للسفر معهم إلى فلسطين، معتقدًا أن تغيير الهواء سيساعدها على استرجاع صحتها. كشفت لوا جيتسنجر لمي بولز عن الغرض من الرحلة: "الحج وزيارة عبدالبهاء، القائم على إدارة شؤون الديانة البهائية آنذاك". سافرت المجموعة إلى عكا وحيفا في فلسطين العثمانية في رحلة حجٍ، ووصلوها في 14 ديسمبر 1898م. كانت هذه الفئة أول مجموعةٍ من الغربيين الذين قاموا بالحج وزيارة عبدالبهاء وكذلك بهية خانم هناك. كتبت فيبي هيرست لاحقًا: "كانت تلك الأيام الثلاثة من أكثر الأيام التي لا تُنسى في حياتي". وفي ربيع عام 1901م، التقت فيبي هيرست بسارة فارمر مرةً أخرى، واستثمرت مرةً أخرى في Green Acre، كما أصبح يُطلق عليها في عام 1902م. علاوةً على ذلك، عمل وكيل فيبي هيرست لصالح سارة فارمر عندما غيرت وصيتها في عام 1909م لتوريث Green Acre للبهائيين في حالة وفاة فارمر. في أكتوبر 1912م، دعت فيبي هيرست عبدالبهاء، الذي كان يسافر في جميع أنحاء الولايات المتحدة خلال أسفاره إلى الغرب منذ عام 1910م إلى 1913م، للبقاء في منزلها لقضاء عطلة نهاية أسبوعٍ طويلةٍ، وتمّ ذلك بالفعل.

## وفاتها

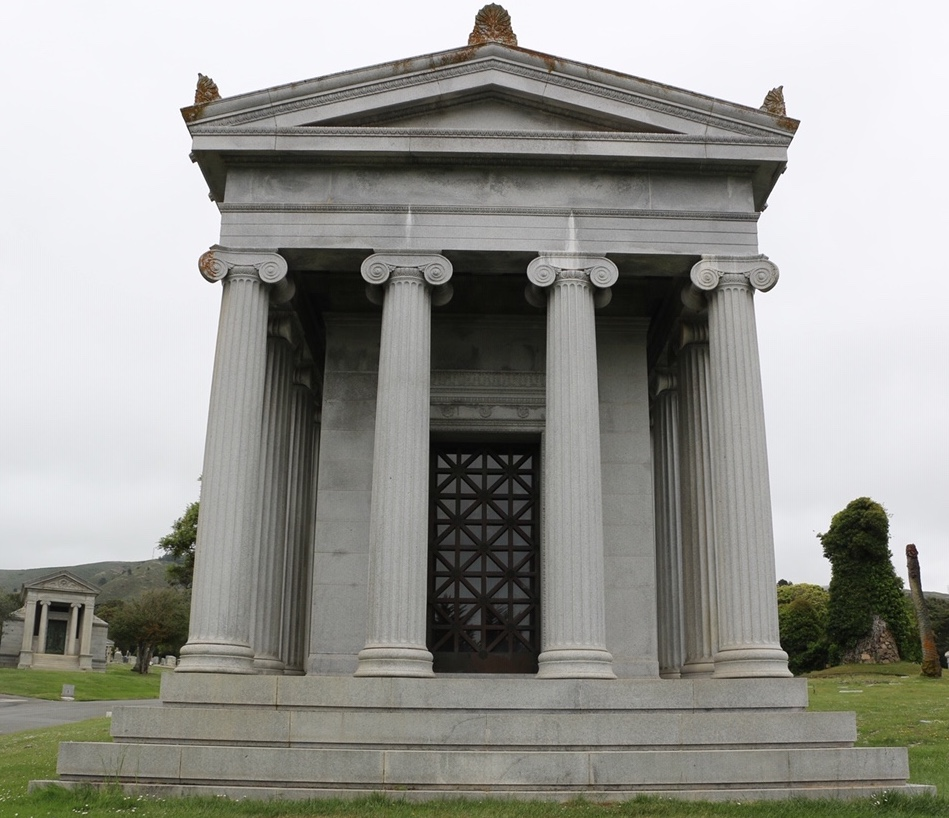
مكان دفن فيبي هيرست

توفيت فيبي هيرست في منزلها، هاسيندا ديل بوزو دي فيرونا، في بليزانتون، كاليفورنيا، عن عمرٍ يناهز 76 عامًا، في 13 أبريل 1919م، خلال وباء الأنفلونزا العالمي في الفترة 1918م-1919م، ودُفنت في حديقة سايبرس لون التذكارية في كولما، كاليفورنيا.

## روابط خارجية
- Phoebe A. Hearst Museum of Anthropology
- Hearst Elementary School
- National Parent-Teacher Association